# Palazzi Donà
I Palazzi Donà sono un complesso di palazzi veneziani, ubicati nel sestiere di Castello e affacciati sul lato nord orientale di Campo Santa Maria Formosa. Partono dal Ramo Borgoloco e si estendono per quasi un terzo del campo, limitati solo dalla Casa Venier prima di Calle longa Santa Maria Formosa.

## Storia
I Palazzi Donà sono tre dimore gentilizie edificate a Santa Maria Formosa tra il XV e il XVI secolo per la famiglia Donà. Attualmente i palazzi sono in buone condizioni e sono utilizzati in parte come uffici pubblici, in parte come abitazioni private. Attualmente uffici pubblici e abitazioni private hanno lasciato posto ad un hotel.

## Descrizione

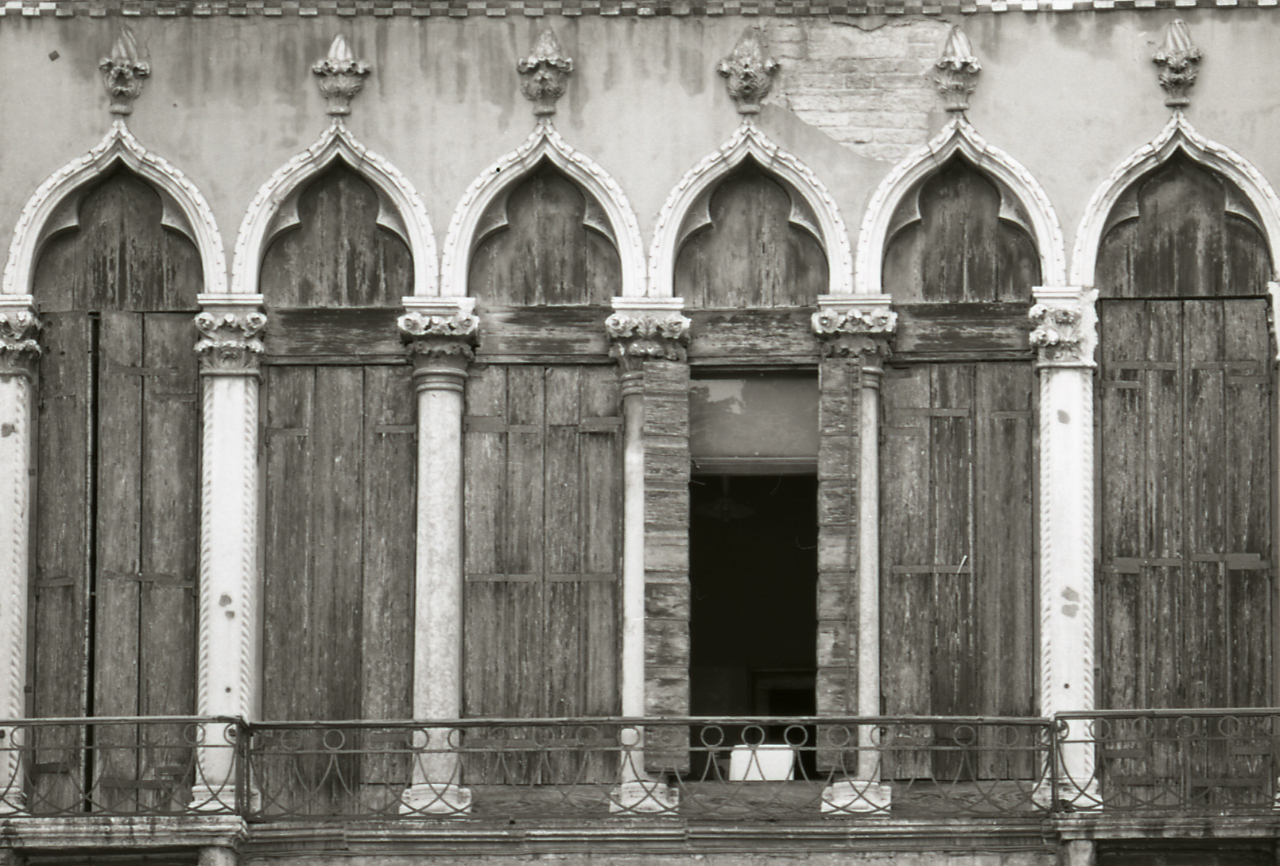
Dettaglio di polifora in una foto di Paolo Monti del 1969

I Palazzi Donà presentano tre facciate stilisticamente indipendenti, esempio di differenti stili architettonici tra i quali prevalgono le varie varianti del gotico veneziano, presente sia in forme più antiche (databili al Quattrocento), sia in forme più moderne (risalenti al Cinquecento). Le facciate sul campo sono asimmetriche.

### Palazzo di sinistra
Sono visibili due facciate, l'una affacciata sul Ramo Borgoloco e il campo, l'altra sul rio, stilisticamente simili e contraddistinte da una forte tendenza alla monumentalità. Presenta forme rinascimentali con pochi elementi residui tardo gotici: l'edificio fu infatti eretto su una preesistente fabbrica gotica. La facciata sulla calle è alleggerita da due quadrifore sovrapposte, entrambe con possente balcone aggettante; i capitelli del primo piano sono in stile ionico, quelli del secondo in stile corinzio. Ai lati si aprono coppie di monofore. La facciata sul canale presenta invece due porte d'acqua; quella in posizione centrale rispetto al prospetto è ornata da un mascherone in chiave d'arco ed è sovrastata ai piani superiori da una trifora e poi da una serliana rinascimentale.

### Palazzo centrale
Il palazzo centrale, di grandi dimensioni, è stato costruito seguendo gli stilemi dello stile tardo gotico. La struttura si articola su tre piani: al piano terra si aprono tre ingressi, il più principale fra questi, spostato verso destra, è coronato da un tipico arco inflesso eentro cui si trova il residuo scalpellato di uno scudo. Al primo piano si sviluppa una quadrifora archiacuta e due coppie di monofore ai lati; tutte queste aperture si presentano archiacute, trilobate nell'intradosso, sormontate da un fiorone e racchiuse in una cornice dentellata. Al secondo piano sono riprese le medesime forme, ma secondo uno schema più semplificato, senza cornici e fioroni ed una trifora al centro. All'ultimo piano è presente una ben più tarda superfetazione con un elemento timpanato affiancato da terrazzi.

### Palazzo di destra

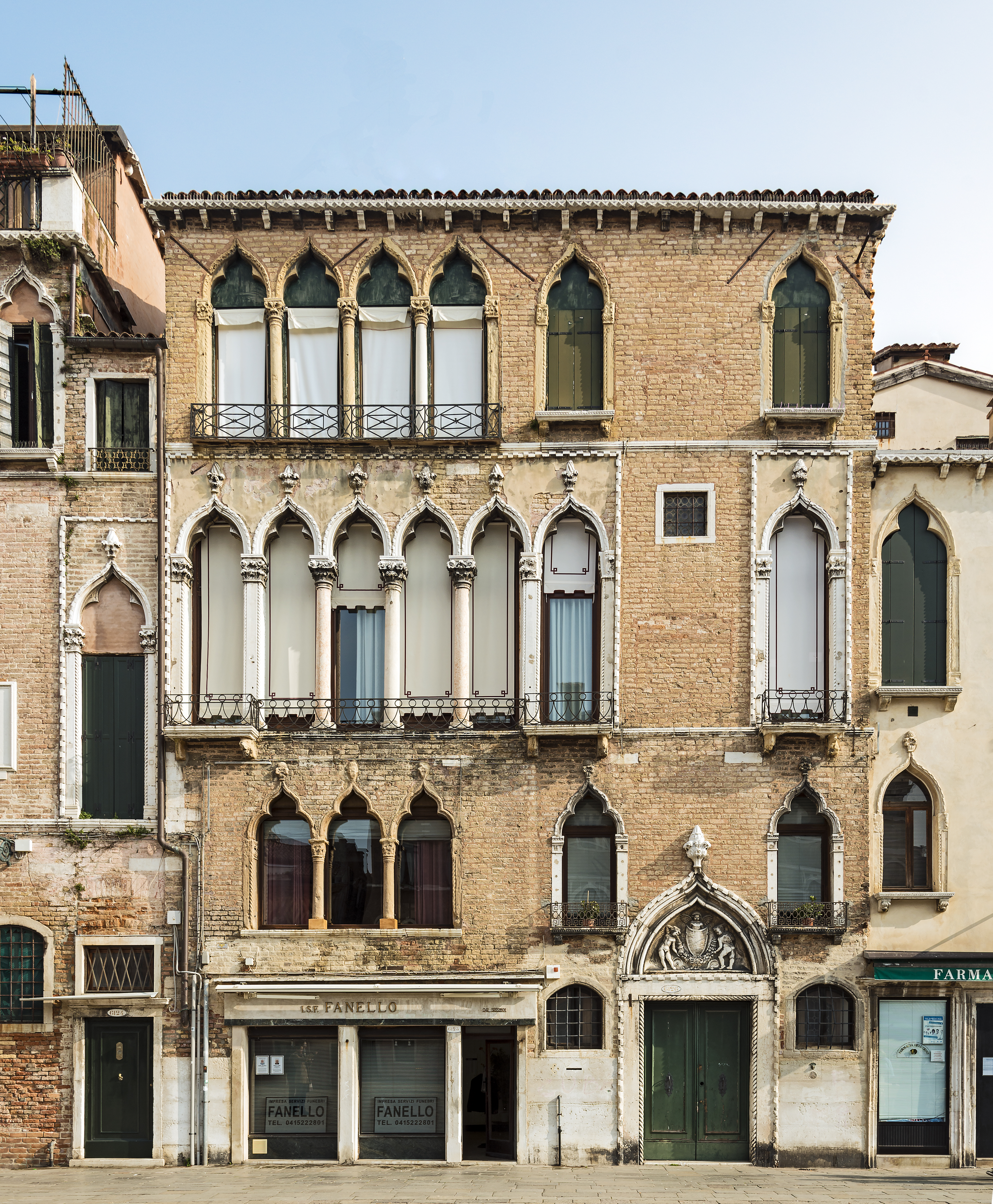
Il palazzo di destra.

Palazzo più piccolo del complesso, è però quello più antico e di maggior interesse architettonico: è datata solitamente all'anno 1460 e rappresenta una transizione da forme gotiche a forme rinascimentali. Mostra stilemi gotici e si segnala in particolar modo per la presenza del grande portale recante un bel bassorilievo raffigurante nella lunetta tre angioletti reggiscudo con una grande ghirlanda. Il mezzanino, piuttosto sviluppato in altezza, contiene una peculiarità relativamente rara: una piccola trifora trilobata in pietra di Vicenza gialla, abbastanza consunta. Al primo piano nobile si apre un'esafora a cui si affianca una monofora, ambedue sono racchiuse in una cornice dentellata, trilobate nell'intradosso e coronate da fioroni. Al secondo piano, apparentemente più disadorno, una quadrifora è affiancata a destra da due monofore; è da notare tuttavia che le modanature di tutti gli archi, anche queste in pietra gialla e piuttosto consunte, sono realizzate con già rinascimentali motivi vegetali in sostituzione del motivo dentellato tipicamente gotico. All'interno, il palazzo dispone di una piccola corte con una vera da pozzo e la scala esterna gotica.